# Acinopterus corniger
Acinopterus corniger är en insektsart som beskrevs av Beamer och Lawson 1938. Acinopterus corniger ingår i släktet Acinopterus och familjen dvärgstritar. Inga underarter finns listade i Catalogue of Life.